# 川棚駅
川棚駅（かわたなえき）は、長崎県東彼杵郡川棚町百津郷にある、九州旅客鉄道（JR九州）大村線の駅である。

## 概要
川棚町の中心部にあり乗降客も多く、快速「シーサイドライナー」も停車する。かつては長崎 - 唐津・博多を走っていた急行「平戸」や長崎 - 佐世保間を走っていた特急「シーボルト」も停車していた。

## 歴史
- 1898年（明治31年）1月20日：九州鉄道長崎線早岐 - 大村間開通と同時に開業[2]。
- 1907年（明治40年）7月1日：九州鉄道が国有化され、帝国鉄道庁の駅となる[2]。
- 1909年（明治42年）10月12日：線路名称制定に伴い長崎本線の駅となる。
- 1934年（昭和9年）12月1日：有明線（肥前山口（現・江北） - 諫早間の現行の長崎本線）開業により大村線の駅となる。
- 1946年（昭和21年）7月18日：駅舎を現在位置に改築移転。それまでは海側（旧県道）に面していたが、山側に新県道（現・国道205号）が整備されたためそちら側に建て替えられた。
- 1982年（昭和57年）11月15日：貨物取扱廃止[2]。
- 1984年（昭和59年）2月1日：荷物扱い廃止[2]。
- 1987年（昭和62年）4月1日：国鉄分割民営化により、九州旅客鉄道（JR九州）の駅となる[2]。
- 2023年（令和5年）3月18日：終日無人駅化[4]。
- 2025年（令和7年）：ICカード「SUGOCA」を導入（予定）[5]。

## 駅構造
単式ホーム2面2線を有する地上駅。駅舎から下りホーム・線路・上りホーム・線路の順に並んでいる。かつては上りホームに中線が面していたが一部撤去されて単式ホームとなった。互いのホームは構内踏切で連絡している。
無人駅である。2022年3月11日まではきっぷうりばが設置されていた。

### のりば
| のりば | 路線    | 方向 | 行先             |
| ------ | ------- | ---- | ---------------- |
| 1      | ■大村線 | 下り | 諫早・長崎方面   |
| 2      | ■大村線 | 上り | 早岐・佐世保方面 |

## 利用状況
- 2023年度の1日平均乗車人員は726人である[7]。

| 乗車人員推移 | 乗車人員推移 |
| 年度         | 1日平均人数  |
| ------------ | ------------ |
| 2000         | 1,025        |
| 2001         | 1,013        |
| 2002         | 977          |
| 2003         | 988          |
| 2004         | 1,000        |
| 2005         | 1,038        |
| 2006         | 1,026        |
| 2007         |              |
| 2008         |              |
| 2009         |              |
| 2010         | 1,040        |
|              |              |
| 2016         | 921          |
| 2017         | 931          |
| 2018         | 898          |
| 2019         | 878          |
| 2020         | 746          |
| 2021         | 704          |
| 2022         | 708          |
| 2023         | 726          |

## 駅周辺

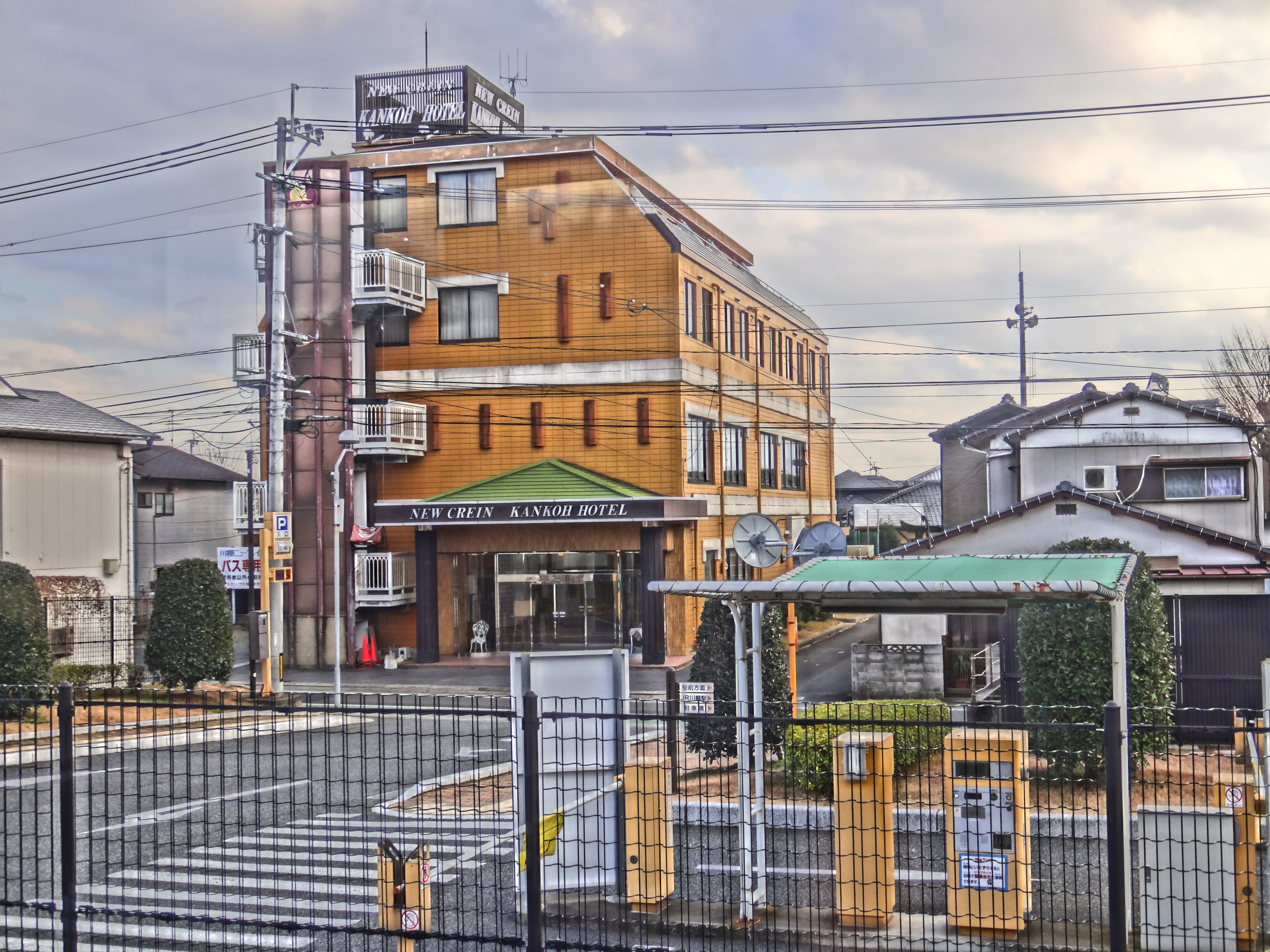
ニュークレイン観光ホテル（2012年12月）

川棚町の中心部である。駅前北側を大村線に並行する形で国道205号が通っている。
- 川棚郵便局
- 西肥バス川棚バスセンター
- ニュークレイン観光ホテル（閉業[8]）
- エレナ川棚店
- 長崎日本ハム
- クアーズテック長崎（旧・東芝セラミックス長崎→コバレントマテリアル長崎）
- 川棚川
- 川棚町役場
- 川棚警察署
- 川棚警察署川棚駅前交番
- 川棚町立川棚小学校
- 川棚町立川棚中学校
- 長崎県立川棚高等学校
- 長崎県立桜が丘特別支援学校
- 長崎川棚医療センター（旧国立療養所川棚病院）

## バス路線
路線バスは国道205号を挟み左正面にある川棚バスセンターから発着している。詳細は該当の項目を参照。

## 隣の駅
九州旅客鉄道（JR九州）
■大村線
■快速「シーサイドライナー」
ハウステンボス駅 - 川棚駅 - 彼杵駅
■区間快速「シーサイドライナー」・■普通
小串郷駅 - 川棚駅 - 彼杵駅

## 位置情報
- 川棚駅（googleマップ）